# Clara Menck
Clara Menck (* 9. Dezember 1901 als Klara Paula Emmy Tichauer; † 7. Februar 1983 in Stuttgart) war eine deutsche Journalistin.

## Werdegang
Clara Tichauer war die Tochter eines jüdischen Rechtsanwalts und Notars in Berlin. Sie studierte Philosophie in Freiburg bei Edmund Husserl und in Heidelberg bei Karl Jaspers. Nach der Ermordung Walther Rathenaus soll sie in Freiburg an Protestdemonstrationen teilgenommen haben. 1927 promovierte sie mit einer von Edgar Salin betreuten Dissertation über „François Quesnay als politischer Ökonom“. Nach der Heirat mit Hans Menck 1928 siedelte sie nach Bonn über. Sie gebar zwei Kinder, ließ sich 1933 scheiden und zog nach ihrer Scheidung mit ihren beiden Kindern zurück nach Stuttgart.
Nach der Machtergreifung der Nationalsozialisten war sie als „Halbjüdin“ bis zum Kriegsende ohne Beschäftigung.
Nach Kriegsende war sie ab 1945 als Journalistin für die Stuttgarter Zeitung und für das Radio Stuttgart tätig. Von 1949 bis 1951 arbeitete sie als Korrespondentin der Neuen Zeitung in Stuttgart. Danach schrieb sie als freie Journalistin überwiegend für die Kulturredaktion der Frankfurter Allgemeinen Zeitung.
Sie galt als linksliberale, feinsinnige und vielfach interessierte Journalistin, die zu vielen Themen des Nachkriegsdeutschlands engagiert Stellung bezog. Unter anderem schrieb sie 1952 für die Zeitschrift Der Monat einen Artikel Studenten gegen Harlan, in dem sie differenziert über die Proteste Freiburger Studenten gegen die Vorführungen des Filmes Hannah Amon vom Jud-Süß-Regisseur Veit Harlan und den begleitenden massiven Polizeieinsatz berichtete.
Sie war Mitglied im Vorstand des Stuttgarter Journalistenverbandes und von 1965 an im Vorstand des Deutschen Journalisten-Verbands. Weiterhin wurde sie 1962 Mitglied des Deutschen Werkbundes, in dessen Auftrag sie zuvor Ein Bilderbuch des Deutschen Werkbundes für junge Leute (1958) verfasste.
1963 erhielt sie den Theodor-Wolff-Preis, 1966 das Bundesverdienstkreuz.
Nach ihrem Tod im Februar 1983 erwarb das Deutsche Literaturarchiv Marbach ihren Nachlass.

## Ehrungen
- 1963: Theodor-Wolff-Preis
- 1966: Verdienstkreuz 1. Klasse der Bundesrepublik Deutschland
- 2022: Gedenkveranstaltung des Deutschen Journalistenverbandes zu ihrem 120. Geburtstag[7]